# State Center
State Center ist eine Kleinstadt (mit dem Status „City“) im Marshall County im US-amerikanischen Bundesstaat Iowa. Das U.S. Census Bureau hat bei der Volkszählung 2020 eine Einwohnerzahl von 1.391 ermittelt.

## Geografie
State Center liegt im östlichen Zentrum Iowas südlich des Linn Creek, der über den Iowa River zum Stromgebiet des Mississippi gehört. Dieser bildet rund 230 km östlich die Grenze zu Illinois. Die Grenze Iowas zu Minnesota verläuft rund 180 km nördlich; die Nordgrenze Missouris befindet sich rund 180 km südlich.
Die geografischen Koordinaten von State Center sind 42°01′00″ nördlicher Breite und 93°09′49″ westlicher Länge. Die Stadt erstreckt sich über eine Fläche von 2,54 km² und ist die größte Ortschaft innerhalb der State Center Township.
Nachbarorte von State Center sind Clemons (11,6 km nördlich), Albion (26 km nordöstlich), Marshalltown (23,7 km ostnordöstlich), Melbourne (13,8 km südöstlich), Baxter (23,7 km südlich), Rhodes (12,2 km südsüdwestlich), Collins (24,9 km südwestlich), Colo (13,6 km westlich), Zearing (26,9 km nordwestlich) und St. Anthony (14,2 km nordnordwestlich).
Die nächstgelegenen größeren Städte sind die Twin Cities (Minneapolis und St. Paul) in Minnesota (366 km nördlich), Rochester in Minnesota (283 km nordnordöstlich), Waterloo (115 km nordöstlich), Dubuque an der Schnittstelle der Staaten Iowa, Wisconsin und Illinois (251 km ostnordöstlich), Wisconsins Hauptstadt Madison (397 km in der gleichen Richtung), Cedar Rapids (128 km östlich), Rockford in Illinois (377 km in der gleichen Richtung), Chicago in Illinois (486 km ebenfalls östlich), Iowas frühere Hauptstadt Iowa City (160 km ostsüdöstlich), die Quad Cities in Iowa und Illinois (243 km in der gleichen Richtung), Columbia in Missouri (423 km südsüdöstlich), Kansas City in Missouri (381 km südsüdwestlich), Iowas Hauptstadt Des Moines (74,2 km südwestlich), Nebraskas größte Stadt Omaha (297 km westsüdwestlich), Sioux City (321 km westnordwestlich) und South Dakotas größte Stadt Sioux Falls (458 km nordwestlich).

## Verkehr

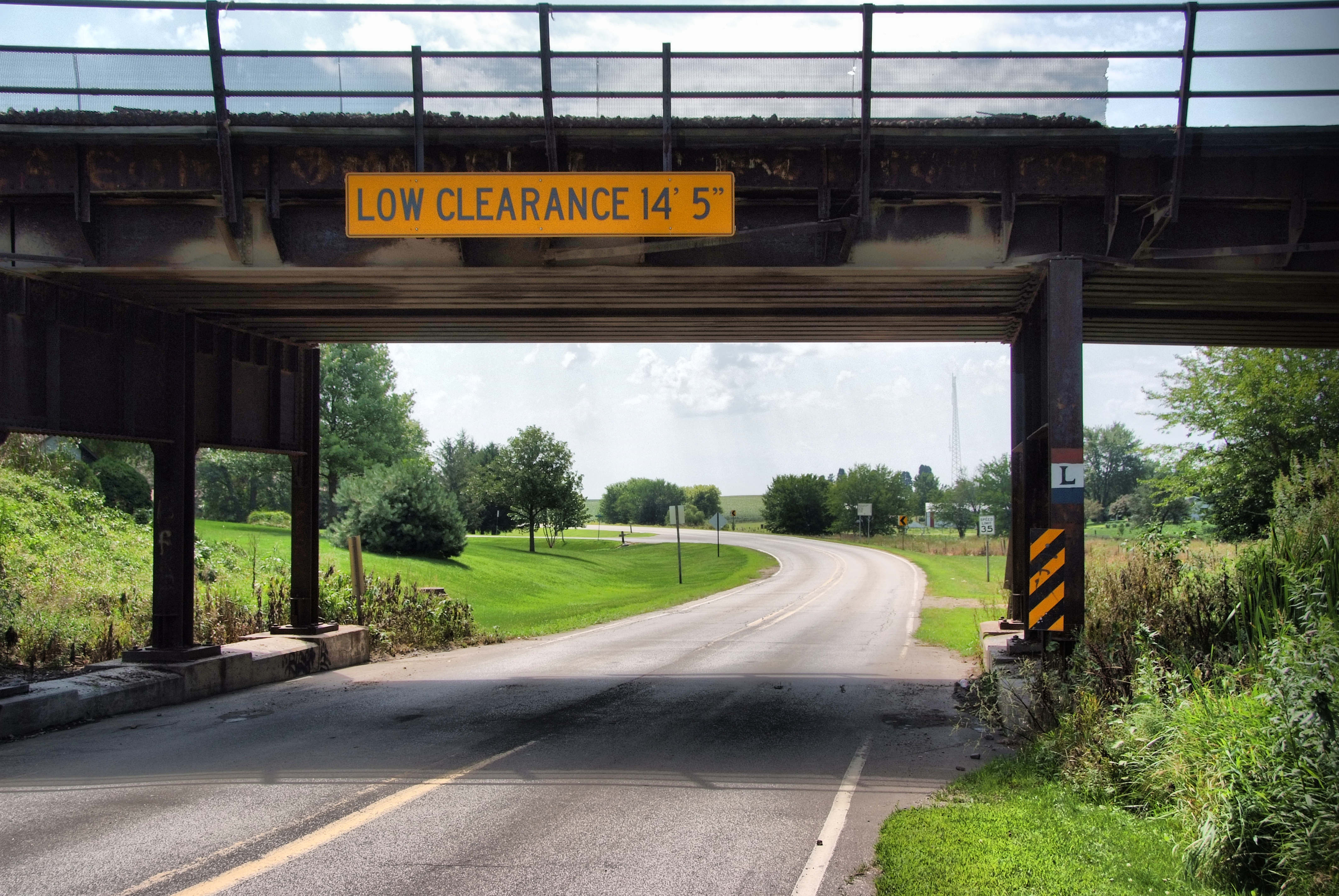
Unterführung des Lincoln Highway unter eine Strecke der Union Pacific

Der vierspurig ausgebaute U.S. Highway 30 führt in West-Ost-Richtung entlang der südlichen Stadtgrenze von State Center. Der historische Lincoln Highway verläuft in West-Ost-Richtung im Zuge der 4th Street durch das Zentrum der Stadt. Alle weiteren Straßen sind untergeordnete Landstraßen, teils unbefestigte Fahrwege sowie innerörtliche Verbindungsstraßen.
Eine vom Mississippi nach Omaha führende Eisenbahnlinie für den Frachtverkehr der Union Pacific Railroad (UP) verläuft in Ost-West-Richtung durch das Zentrum des Stadtgebiets von State Center.
Mit dem Marshalltown Municipal Airport befindet sich 32 km ostnordöstlich ein kleiner Flugplatz für die Allgemeine Luftfahrt und den Lufttaxiverkehr. Der nächste Verkehrsflughafen ist der Des Moines International Airport (84 km südwestlich).

## Bevölkerung
Nach der Volkszählung im Jahr 2010 lebten in State Center 1468 Menschen in 568 Haushalten. Die Bevölkerungsdichte betrug 578 Einwohner pro Quadratkilometer. In den 568 Haushalten lebten statistisch je 2,52 Personen.
Ethnisch betrachtet setzte sich die Bevölkerung zusammen aus 96,7 Prozent Weißen, 0,5 Prozent Afroamerikanern, 0,1 Prozent amerikanischen Ureinwohnern, 0,3 Prozent Asiaten sowie 1,2 Prozent aus anderen ethnischen Gruppen; 1,2 Prozent stammten von zwei oder mehr Ethnien ab. Unabhängig von der ethnischen Zugehörigkeit waren 3,5 Prozent der Bevölkerung spanischer oder lateinamerikanischer Abstammung.
28,1 Prozent der Bevölkerung waren unter 18 Jahre alt, 55,0 Prozent waren zwischen 18 und 64 und 16,9 Prozent waren 65 Jahre oder älter. 50,3 Prozent der Bevölkerung waren weiblich.
Das mittlere jährliche Einkommen eines Haushalts lag bei 57.120 USD. Das Pro-Kopf-Einkommen betrug 22.425 USD. 11,3 Prozent der Einwohner lebten unterhalb der Armutsgrenze.